# Vālīv
Vālīv (persiska: والیو) är en ort i Iran.   Den ligger i provinsen Västazarbaijan, i den nordvästra delen av landet, 500 km väster om huvudstaden Teheran. Vālīv ligger 1 247 meter över havet och antalet invånare är 246.
Terrängen runt Vālīv är huvudsakligen kuperad, men norrut är den bergig. Runt Vālīv är det ganska tätbefolkat, med 80 invånare per kvadratkilometer. Närmaste större samhälle är Vāvān, 4,2 km väster om Vālīv. Trakten runt Vālīv består till största delen av jordbruksmark.